# Cymothales johnstoni
Cymothales johnstoni là một loài côn trùng trong họ Myrmeleontidae thuộc bộ Neuroptera. Loài này được Kirby miêu tả năm 1902.